# Sis dies de Marsella
Els Sis dies de Marsella era una cursa de ciclisme en pista, de la modalitat de sis dies, que es disputava al Velòdrom Jean Bouin de Marsella. La seva primera edició data del 1928 i es va disputar fins al 1933, exceptuant els anys 1929 i 1931.

## Palmarès
| Any  | Primers                              | Segons                           | Tercers                          |
| ---- | ------------------------------------ | -------------------------------- | -------------------------------- |
| 1928 | Georges Faudet · Gabriel Marcillac   | Lucien Choury · Louis Fabre      | Charles Juseret · Pierre Rielens |
| 1929 | No disputats                         |                                  |                                  |
| 1930 | André Raynaud · Octave Dayen         | Lucien Choury · Louis Fabre      | Georges Coupry · Maurice Cordier |
| 1931 | No disputats                         |                                  |                                  |
| 1932 | Piet van Kempen · Armand Blanchonnet | Paul Broccardo · Georges Wambst  | Lucien Choury · Louis Fabre      |
| 1933 | Albert Buysse · Albert Billiet       | Adolphe Charlier · Roger De Neef | Octave Dayen · Antoine Pugliesi  |